# 角濱嘉彦
角濱 嘉彦（かくはま よしひこ、1979年12月5日 - ）は、日本のラグビー選手。

## プロフィール
- 京都府出身。
- ポジションはウィング(WTB)。
- 身長 193cm、体重 102kg
- 7人制日本代表に選ばれたことがある[1]。
- 学生日本代表に選ばれたことがある[2]。

## 略歴
中学1年生からラグビーを始めた。
1998年、東山高校卒業後、関東学院大学に入る。なお東山高校時代、高校日本代表に選ばれたことがある。
2002年、関東学院大学卒業後、三洋電機（現・パナソニック ワイルドナイツ）に加入。
2008年、近鉄ライナーズに加入。
2010年、近鉄ライナーズを退団した。